# シェイク・ザーイド・ロード
シェイク・ザーイド・ロード(Sheikh Zayed Road)は、アラブ首長国連邦の高速道路。
1971年に工事が始まり1980年に開通。アラブ首長国連邦で最長の道路で、アブダビからドバイやシャールジャなどを通ってラアス・アル＝ハイマまで各首長国の海岸部をペルシア湾に平行して貫く。制限速度は時速140km（2011年より）片側6車線(両側12車線)の中東で最も幅の広い高速道路である。「E 11」の名前で呼ばれる高速道路だが、ドバイではザーイド・ビン＝スルターン・アール＝ナヒヤーンに因んで、「シェイク・ザーイド・ロード」の名前で親しまれている。ブルジュ・ハリーファのある「ダウンタウン・ブルジュ・ドバイ」地区やエミレーツ・タワーズなどを通り、大規模再開発地区のビジネスベイやドバイマリーナにも近いので、シェイク・ザーイド・ロードは、ドバイ最重要の幹線道路と言える。したがって、沿道は超高層ビルが延々と林立し壮大な都市景観となっている。ドバイメトロのレッド・ラインがほぼこの道路に沿って建設された。
シェイク・ザーイド・ロードの北側には別の新都心・ジュメイラ・ガーデン・シティの建設が行われている。

## 沿道のランドマーク

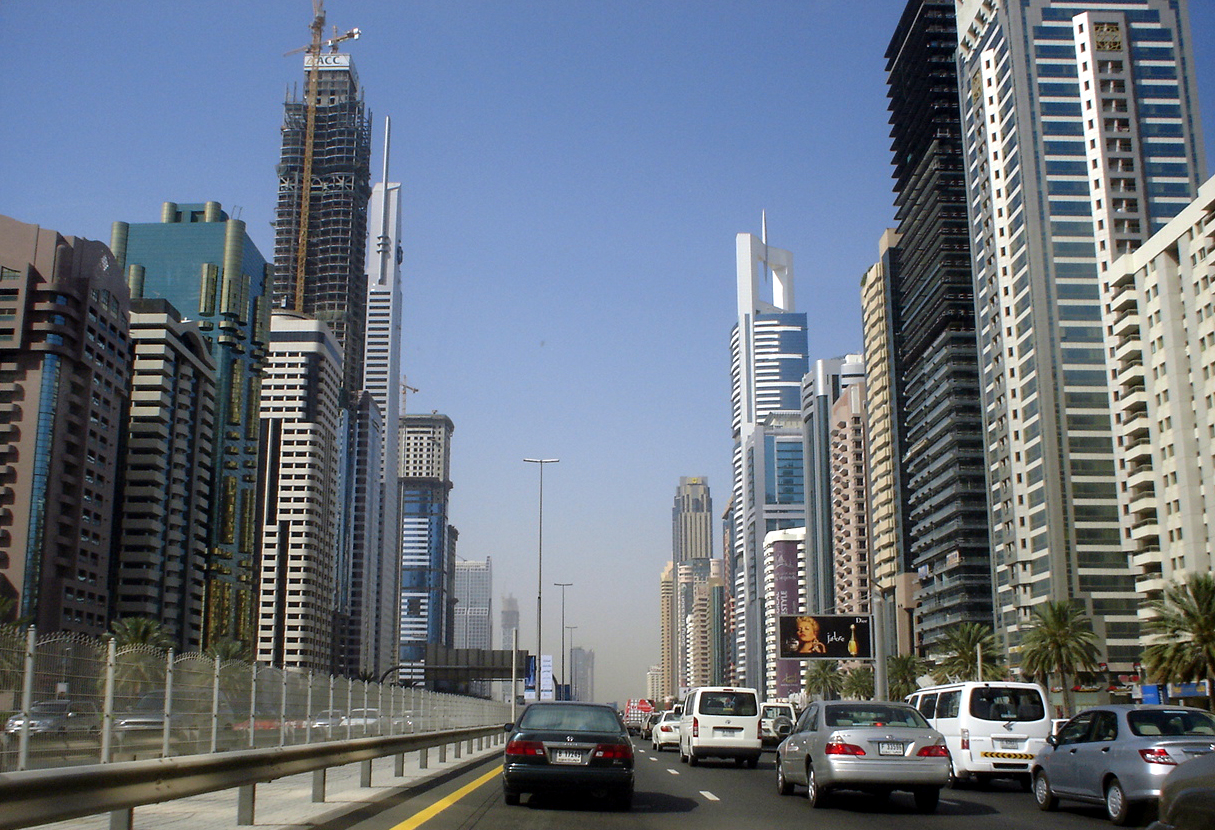

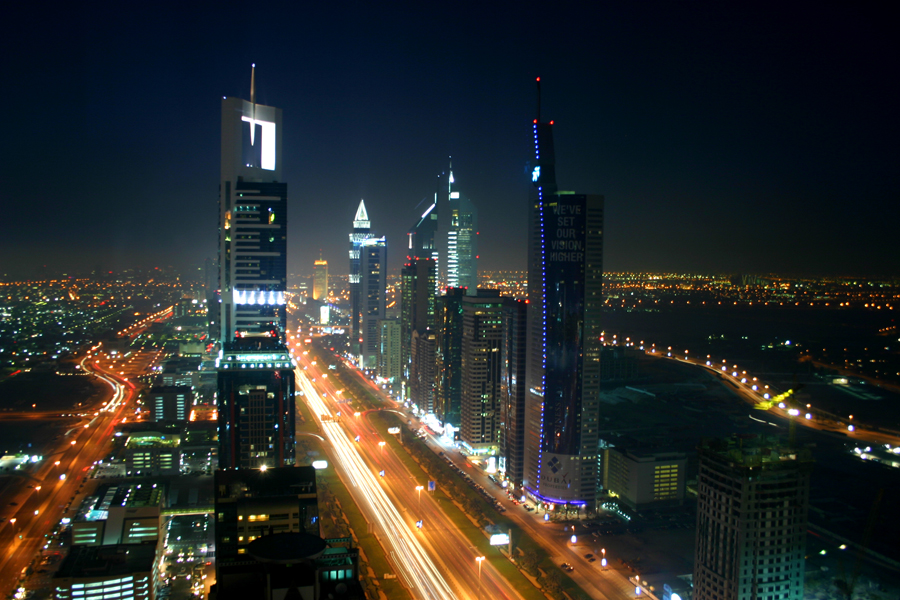

ワールド・トレード・センターの複合施設や、ローズタワーをはじめ、フェアモント・ホテル、日航(JAL)ホテル、シェラトン・フォーポインツ・ホテル、シャングリ・ラ・ホテル、デュシット・ホテルなど続々とホテルが進出、個性的なデザインを競っている。
- ビン・マナナ・ツイン・タワーズ(タワー1は384m、77階建て)
- アハメド・アブドゥル・ラヒム・アル・アタル・タワー(342m、76階建て)
- アル・ヤクブ・タワー(330m、72階建て)
- HHHR・タワー(317m、72階建て)

など建設中のビルも非常に多い。

## ギャラリー

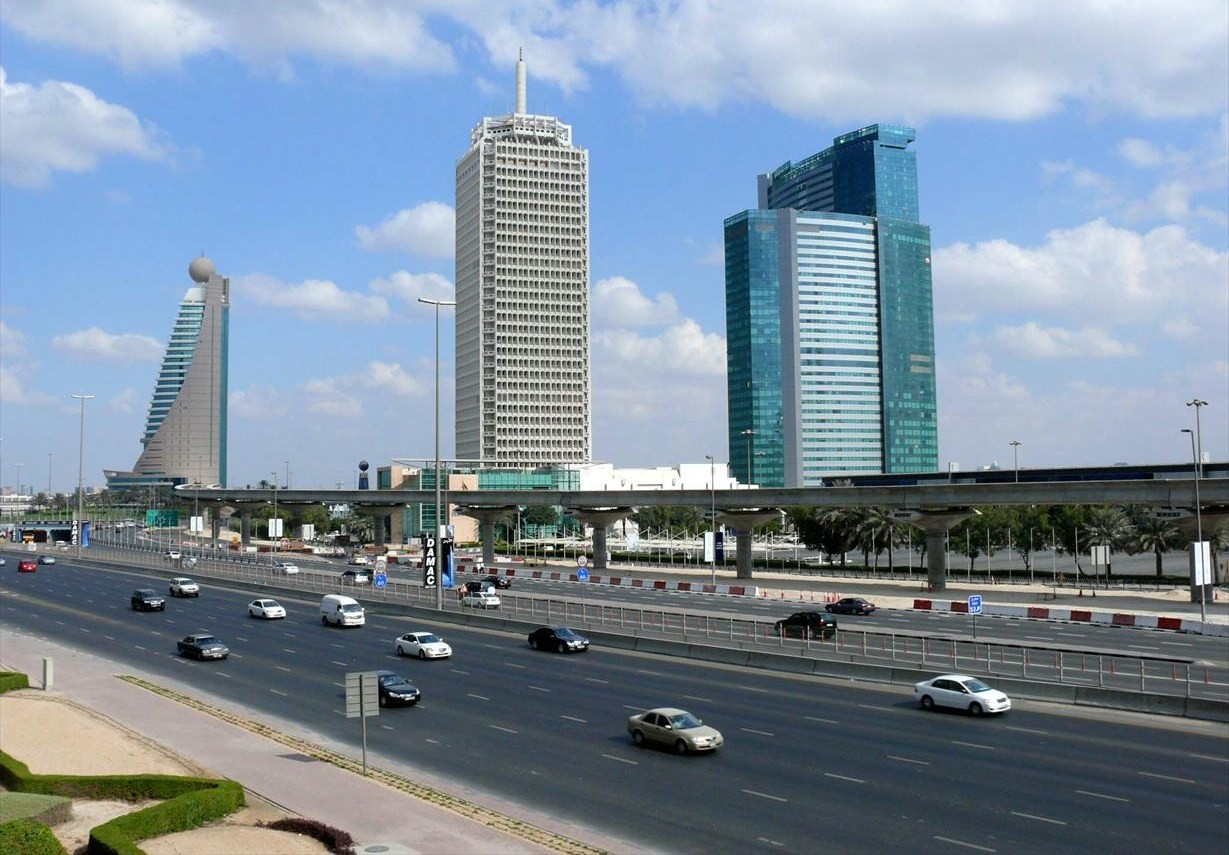
ドバイ・ワールド・トレード・センター
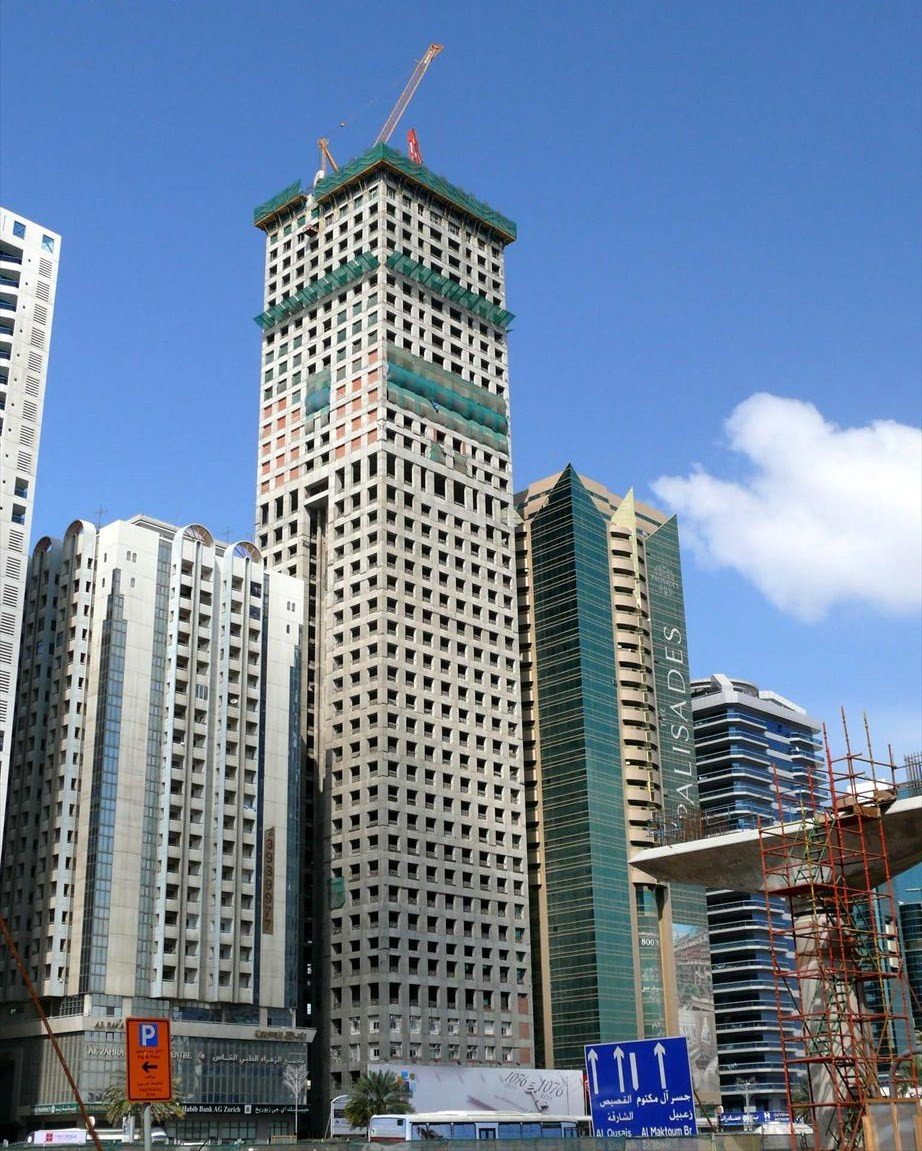
ハリド・アル・アタル・タワーズ